# باشگاه فوتبال فرئامونده
باشگاه فوتبال فرئامونده یک باشگاه فوتبال پرتغالی است که در شهر فرئامونده، ناحیه پاسوژ د فریرا قرار دارد. این باشگاه در ۱۹ مارس ۱۹۳۳ تأسیس شد و در حال حاضر در سطح چهارم فوتبال پرتغال بازی می‌کند.
ژوزه بوسینگوا که بعدها با تیم ملی فوتبال پرتغال، پورتو و چلسی به شهرت رسید، دوران حرفه‌ای خود را در فرئامونده آغاز کرد.
در اوایل دهه ۱۹۹۰ و ۲۰۰۰ نیز، ژرژ رگاداس برای چندین فصل به عنوان مدیر تیم خدمت کرد.